# زیروویل
زیروویل (انگلیسی: Zeroville) فیلمی کمدی-درام به کارگردانی جیمز فرانکو است که در سال ۲۰۱۹ منتشر شد. فیلم بر اساس رمانی به همین نام اثر استیو اریکسون است که در سال ۲۰۰۷ چاپ شد. جیمز فرانکو، مگان فاکس، ست روگن، جوئی کینگ و دنی مک‌براید از بازیگران فیلم هستند.

## داستان
داستان فیلم، حول محور جوانی به نام "ویکار" است که شیفته‌ی سینمای هالیوود است. روزی که او برای کار در هالیوود به لس‌آنجلس می‌رود همان روزی است که خانواده مانسون مرتکب پنج قتل شده‌بودند...

## بازیگران
- جیمز فرانکو
- ست روگن
- جکی ویور
- مگان فاکس
- ویل فرل
- دنی مک‌براید
- دیو فرانکو
- کریگ رابینسون
- جوئی کینگ
- توماس ایان نیکلاس
- هوریشیو سنز